# Simone Impellizzeri
Simone Impellizzeri (falecido em agosto de 1701) foi um bispo católico romano que serviu como prelado de Santa Lucia del Mela (1670–1701).

## Biografia
No dia 29 de julho de 1670, Simone Impellizzeri foi nomeado pelo Papa Clemente X como Bispo da Prelazia Territorial de Santa Lucia del Mela. Serviu como Prelado de Santa Lucia del Mela até à sua morte em agosto de 1701.